# 津市立安西小学校
津市立安西小学校（つしりつあんさいしょうがっこう）は三重県津市芸濃町にあった公立小学校。2012年（平成24年）に椋本小学校・雲林院小学校とともに新設された津市立芸濃小学校に統合された。

## 年間行事
| 月   | 行事                 |
| ---- | -------------------- |
| 4月  | 入学式               |
| 5月  | 遠足                 |
| 6月  | プール開き           |
| 7月  | キャンプ             |
| 9月  | 運動会               |
| 10月 | 遠足                 |
| 11月 | 収穫祭               |
| 12月 | マラソン大会         |
| 1月  | 避難訓練             |
| 2月  | 冬の集会             |
| 3月  | 6年生を送る会 卒業式 |

## 交通アクセス
地図